# Eduard Süskind
Eduard Süskind (* 17. August 1807 in Stuttgart; † 29. August 1874 auf Gut Rösselsberg am Starnberger See) war ein deutscher Pfarrer, Landwirt und Politiker.

## Leben
Als Sohn von Friedrich Gottlieb Süskind, Bruder von Hermann Süskind und Vetter von Otto Elben geboren, studierte Eduard Süskind nach dem Besuch des königlichen Stuttgarter Gymnasiums, dem Landexamen im Herbst 1821 und seiner Zeit am Evangelisch-theologischen Seminar in Blaubeuren von 1825 bis 1830 als Stiftler in Tübingen Evangelische Theologie. Während seines Studiums wurde er 1825 Mitglied der Burschenschaft Germania Tübingen.
Nach seinem Examen 1830, der bis 1831 folgenden Zeit als Pfarrgehilfe in Altenstadt und Eybach (Geislingen an der Steige), war er bis 1832 Pfarrverweser in Marktlustenau und nach seiner zweiten theologischen Prüfung 1832 bis 1839 dort Pfarrer. Im Anschluss war er bis 1849 Pfarrer in Suppingen. Dort war er unter anderem als Schriftsteller tätig. 1847 gründete er das Deutsche Volksblatt aus Schwaben. Er war auch Gründer des Schwäbischen Volkskalenders. Von 1848 bis 1849 war er Abgeordneter der Verfassungsrevidierenden Landesversammlung des Württembergischen Landtags und gehörte dem Landtag von 1851 bis 1855 an. 1851 wurde er nach Calw strafversetzt, woraufhin er aus dem Kirchendienst ausschied und ab 1852 als Ökonom in Weilerhöhe (Oberamt Geislingen) arbeitete. Ab 1860 war er als Gutsverwalter in Zandersdorf im Kreis Konitz in Westpreußen tätig, ab 1869 war er Gutsbesitzer in Rösselberg am Starnberger See.

## Veröffentlichungen (Auswahl)
- Der Organismus der protestantischen Kirche. Ein Versuch über die kirchlichen Zustände in Württemberg. Blaubeuren 1843.
- Die Auswanderung und das deutsche Vaterland. Ein Wort an das deutsche Volk. Ulm 1845.
- Würtemberg im Jahre 1845. Eine Stimme für Feind und Freund. Belle-Vue, bei Constanz 1845.
- Natur und Menschenwelt. Stuttgart 1858.